# Zakład Karny w Herbach
Zakład Karny w Herbach – jednostka:
- typu zamkniętego dla mężczyzn, odbywających karę po raz pierwszy z grupami i podgrupami klasyfikacyjnymi P-1/z, P-1/p, P-1/t
- typu zamkniętego dla młodocianych mężczyzn z grupami i podgrupami klasyfikacyjnymi M-1/p, M-1/t
- typu półotwartego dla mężczyzn, odbywających karę po raz pierwszy z grupami i podgrupami klasyfikacyjnymi P-2/z, P-2/p
- typu półotwartego dla młodocianych mężczyzn z grupą i podgrupą klasyfikacyjną M-2/p

W zakładzie mogą przebywać osoby zakwalifikowane jako wymagające osadzenia w wyznaczonym oddziale lub celi aresztu śledczego lub zakładu karnego typu zamkniętego w warunkach zapewniających wzmożoną ochronę społeczeństwa i bezpieczeństwo aresztu lub zakładu.

## Historia
Zakład powstał 16 lutego 1990 r. Najpierw był to zakład półotwarty dla recydywistów. Następnie powstał w jednostce oddział dla tymczasowo aresztowanych.
Kolejną zmianą było osadzanie młodocianych oraz dorosłych odbywających karę pozbawienia wolności po raz pierwszy w warunkach zakładu karnego typu zamkniętego.
Powstał również oddział dla tymczasowo aresztowanych i oddział typu półotwartego.
funkcjonowanie oddziału aresztu śledczego zawieszono 1 marca 2005 r.
W zakładzie skazani są zatrudniani zarówno na terenie jednostki penitencjarnej, jak i poza nią – obecnie pracuje 120 skazanych a zatrudnia ich 10 firm zewnętrznych (dane z 4 września 2006 r.).